# Seth Neddermeyer
Seth Henry Neddermeyer (16 de setembro de 1907 - 29 de janeiro de 1988) foi um físico americano que co-descobriu o múon e depois elaborou o projeto de implosão de uma bomba atômica com massa de plutônio no Projeto Manhattan. Por essas duas realizações, recebeu em 1982 o Prêmio Enrico Fermi.

## Instituto de Tecnologia da Califórnia
Em 1935, Neddermeyer obteve seu PhD no Instituto de Tecnologia da Califórnia (Caltech) com Carl D. Anderson estudante. Em 1936, ele e Anderson descobriram o muon, uma instável partícula de carga negativa, usando medições da câmara de nuvem de raios cósmicos.

## Projeto Manhattan e trabalho
Enquanto estava no Laboratório Nacional de Los Alamos, Neddermeyer propôs o uso de uma implosão para comprimir uma massa critica de material radioativo dentro da bomba atômica. Enquanto a implosão era sugerida por Richard Chace Tolman no começo de 1942 e discutida nas aulas introdutórias dadas aos cientistas de Los Alamos por Robert Serber , Neddermeyer foi um dos primeiros a impulsionar o seu desenvolvimento completo. Incapaz de encontrar muito entusiasmo inicial pelo conceito entre seus companheiros de Los Alamos, Neddermeyer apresentou a primeira analise técnica substancial de implosão ao final de abril de 1934. Apesar de muitos continuarem pouco impressionados, Robert Oppenheimer nomeou Neddermeyer líder do novo grupo que faria os testes de implosão. Neddermeyer embarcou em uma intensiva série de experimentos testando implosões cilíndricas.

## Últimos anos
Após a Segunda Guerra Mundial, Neddermeyer ensinou na Universidade de Washington até sua morte, em 1988, por complicações da doença de Parkinson. Em 1982, ele foi premiado com o Prêmio Enrico Fermi.